# Xianxi
Xianxi (chinesisch 線西鄉, Pinyin Xiànxi Xiāng) ist eine Landgemeinde (鄉,  Xiāng) im Landkreis Changhua in der Republik China auf Taiwan.

## Lage
Xianxi liegt nahe der Nordspitze des Landkreises Changhua an der Küste der Taiwanstraße. Die ursprüngliche Gemeindefläche belief sich auf 18,1 km². Hinzu kommt neu erschlossenes Gelände in Haipu und im Bereich der Industriezone Changbin, so dass die Gesamtfläche 23,47 km² umfasst. Die angrenzenden Gemeinden sind Shengang im Nordosten, Hemei im Osten und Lukang im Süden. Topografisch entspricht Xianxi einer flachen Küstenebene.

## Geschichte
Die chinesische Besiedlung der Gegend begann zur Herrschaftszeit von Qianlong durch Einwanderer aus der Gegend von Quanzhou in der Provinz Fujian. Anfänglich gehörte das Gebiet von Xianxi administrativ zum Kreis Zhuluo, und später zum neu eingerichteten Kreis Changhua.
Zur Zeit der japanischen Herrschaft über Taiwan (1895–1945) wurde die Verwaltungseinheit Xianxi Zhuang (線西庄) gebildet. Nach der Übernahme Taiwans durch die Republik China 1945 wurde aus dem Dorf (庄,  Zhuang) die Landgemeinde (鄉,  Xiāng) Xianxi, die anfänglich in 23 Dörfer (村,  Cūn) unterteilt war. Am 1. Juli 1950 wurde der nördliche Teil abgetrennt und als neue Landgemeinde Xingang (später geändert in Shengang) reorganisiert. Seit dem 21. Oktober 1950 ist Xianxi eine Landgemeinde im Landkreis Changhua.

## Bevölkerung
Mit knapp 17.000 Einwohnern (2020) lag Xianxi unter den 27 Gemeinden des Landkreises Changhua im unteren Drittel. Ende 2019 lebten 46 Angehörige indigener Völker in Xianxi, entsprechend einem Bevölkerungsanteil von 0,3 %.
| Gliederung von Xianxi |
|                       |

## Verwaltungsgliederung
Xianxi ist in 8 Dörfer (村,  Cūn) unterteilt:
1 Wenzai (塭仔村)

2 Gounei (溝內村)

3 Yupu (寓埔村)

4 Xianxi (線西村)

5 Dingzhuang (頂庄村)

6 Dexing (德興村)

7 Dingli (頂犁村)

8 Xiali (下犁村)

## Verkehr
Direkt in Küstennähe verläuft die Provinzstraße 61 und parallel zu dieser, etwa zwei Kilometer weiter landeinwärts die Provinzstraße 17. Die wichtigsten Ost-West-Verbindungen sind die Kreisstraßen 138 und 138甲 (138A), die von der Küste in südöstliche Richtung verlaufen. Eine Eisenbahnanbindung existiert nicht.

## Wirtschaft

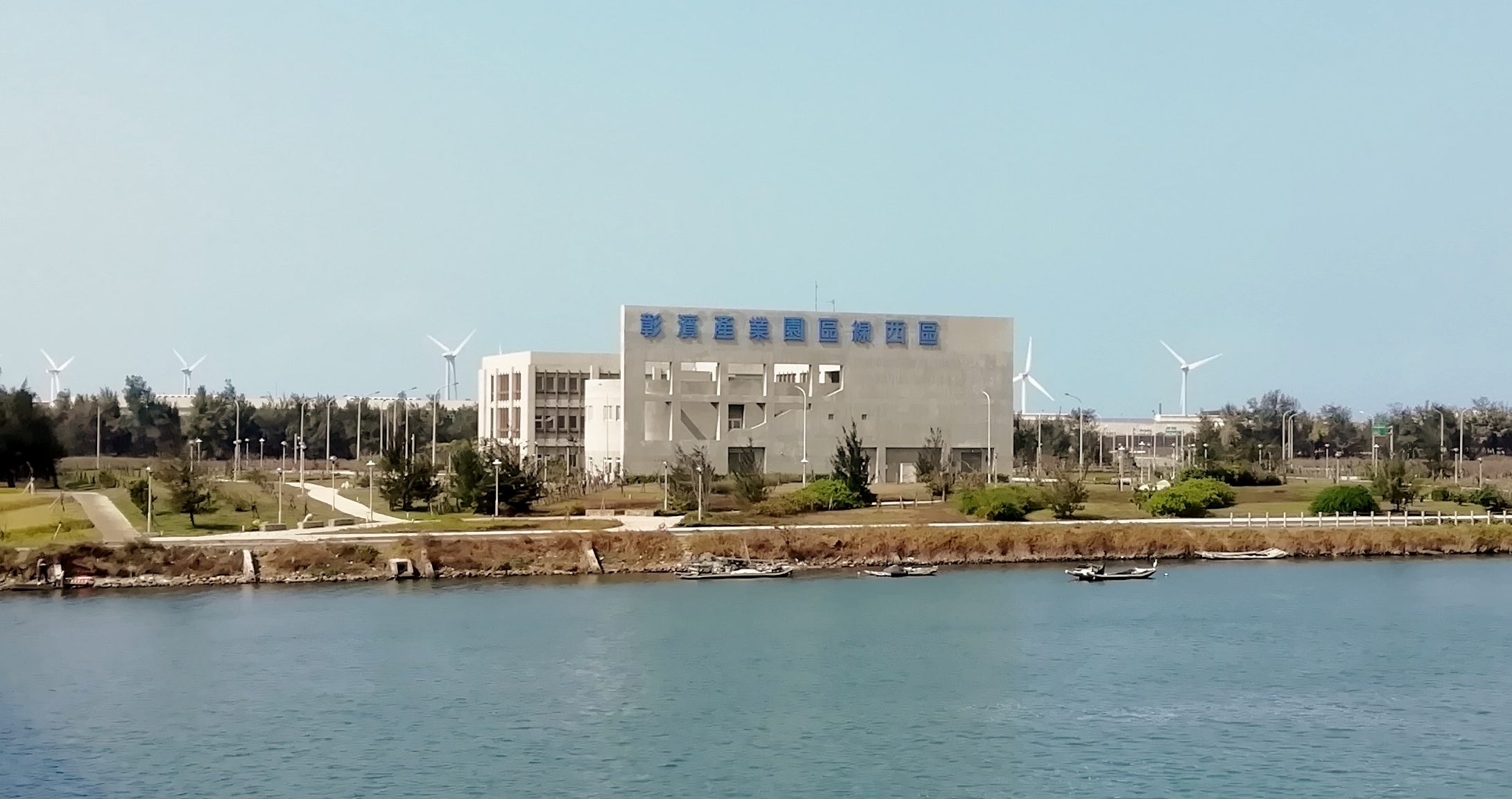
Gebäude des Industrieparks von Xianxi

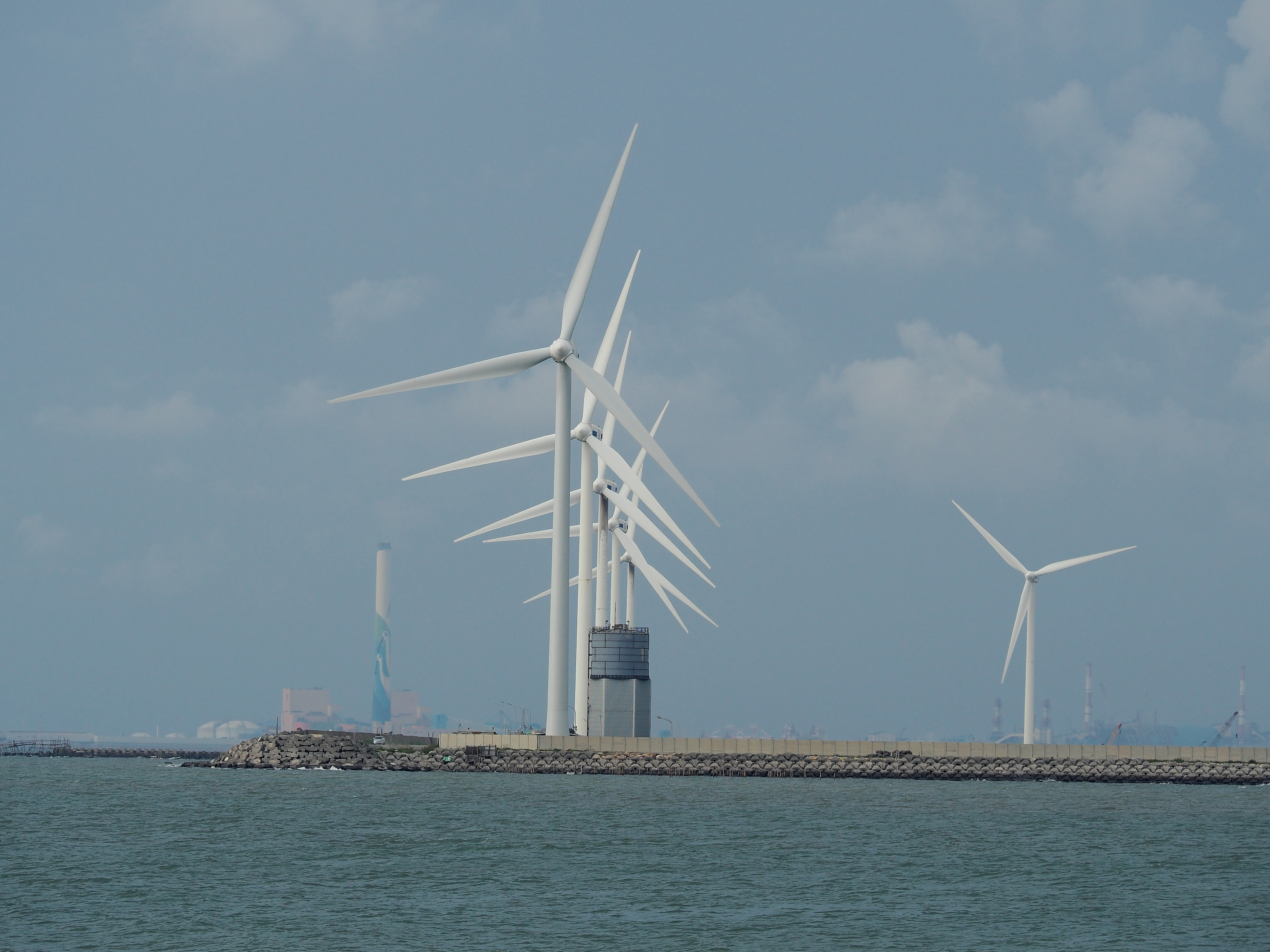
Windkraftanlagen an der Küste Xianxis

Der Boden Xianxis ist stark salzhaltig und eher nährstoffarm. Angebaut werden hauptsächlich Süßkartoffeln. Die Geflügelzucht und insbesondere Eiproduktion spielt eine Rolle. Von Bedeutung sind die Aquakultur und Küstenfischerei (vor allem Großkopfmeeräschen). Eine regionale Besonderheit ist die Zucht von Brasilianischen Mandel-Egerlingen.
Das Industriegebiet Changbin (彰濱工業區) auf neugewonnenem Land an der Küste ist Teil der Changhua-Küsten-Industriezone (彰化濱海工業區彰化濱海工業區, englisch Changhua Coastal Industrial Park), die sich entlang der Küsten der Gemeinden Lukang, Xianxi und Shengang erstreckt. Hier gibt es zahlreiche Windkraft- und Solaranlagen.

## Besonderheiten
Ein Ausflugsziel in Xianxi ist der Fischereihafen und der örtliche Fischmarkt im Dorf Wenzai. Im Küstenbereich lassen sich zahlreiche Seevögel beobachten und Strandwanderungen unternehmen. Als örtliche historische Sehenswürdigkeit gelten die teilweise verfallenen „Muschelbaracken“ (蛤蜊兵營, ), die früher Soldatenwohnungen bzw. Kasernen waren.